# Филимонова, Любовь Александровна
Любовь Александровна Филимонова (род. 31 августа 1988, с. Унер, Саянский район, Красноярский край, РСФСР) — российская и казахстанская биатлонистка, в составе сборной Казахстана — участница Олимпийских игр 2010 года и Кубка мира. Неоднократная призёрка чемпионата России.

## Биография
Л. А. Филимонова родилась в селе Унер. Начала заниматься лыжными гонками и биатлоном в поселке Черёмушки близ Саяногорска, первый тренер — Александр Антонович Фунтиков. С 16 лет училась в УОР г. Дивногорска под руководством тренера Вадима Степановича Кайсина, сосредоточилась на соревнованиях по биатлону. Становилась чемпионкой и призёром первенств России среди девушек и юниорок.

### Выступления в Казахстане
В сезоне 2009/10 выступала за сборную Казахстана. В 2009 году становилась чемпионкой Казахстана по летнему биатлону.
Дебютировала в Кубке IBU на этапе в Идре, где заняла 56-е и 38-е места в спринтах и набрала квалификационных очки для участия в Кубке мира. На Кубке мира дебютировала спустя несколько дней на этапе в Эстерсунде, заняв 81-е место в индивидуальной гонке. Показала лучший результат и набрала единственные очки в зачёт Кубка мира в спринте на этапе в Поклюке, где заняла 35-е место. Регулярно участвовала в эстафетных гонках на этапах Кубка мира, но сборная Казахстана не поднималась выше десятого места.
На Олимпиаде-2010 в Ванкувере была 67-й в спринте и 57-й — в индивидуальной гонке. В эстафете сборная Казахстана была 14-й.

### Выступления в России
После окончания сезона 2009/2010 вернулась в Россию, выступает за сборную Красноярского края. Выигрывала медали чемпионата России в 2012 и 2014 годах, в том числе в 2012 году была чемпионкой в смешанной эстафете.
В сезоне 2014/15 завоевала серебро чемпионата России в суперпасьюте, серебро в гонке патрулей и бронзу — в командной гонке. В эстафете команда Красноярского края также завоевала бронзу (Маргарита Васильева, Наталья Гербулова, Ольга Якушова, Любовь Филимонова).
В сезоне 2015/16 Любовь Филимонова заняла второе место в индивидуальной гонке на этапе Кубка России, проходившем в Чайковском. Завоевала бронзу в масс-старте на этапе Кубка России в Тюмени. На чемпионате России 2016 года в одиночной смешанной эстафете, вместе с Сергеем Корастылевым завоевали бронзовую медаль.

## Кубок мира по биатлону
- 2009/10 — 95-е место (6 очков)